# Oak Cliff

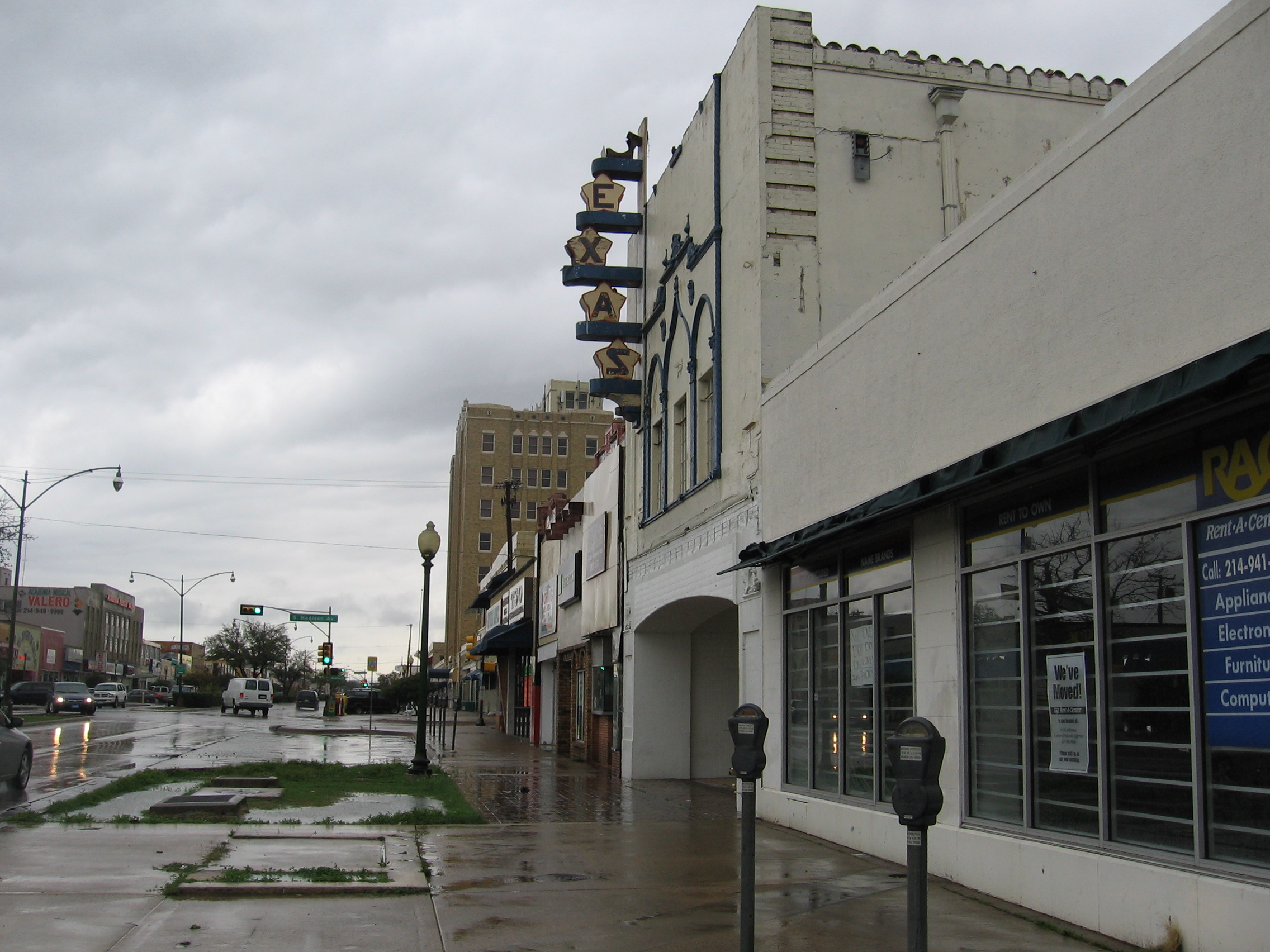

Oak Cliff es un barrio localizado al sur de la Ciudad de Dallas, Texas (EUA). Anteriormente el barrio fue un poblado independiente hasta que Dallas lo anexo en 1903. Desde entonces el barrio ha sido conocido como el "barrio más viejo y establecido de Dallas". Al resto de la Ciudad de Dallas a veces se le llama simplemente "The Cliff". Hoy en día la gente se refiere a todo la zona sur de Dallas como Oak Cliff mientras que muchas de estas áreas nunca formaron parte del antiguo poblado.
Oak Cliff tiene algunas de las casas más bonitas del siglo XX y bastantes parques. El barrio está cerca del distrito de negocios en el centro de Dallas pero no tiene el tráfico pesado y el alto costo de casas que se asocia con los barrios del norte de Dallas.
- Datos: Q928827
- Multimedia: Oak Cliff / Q928827